# Hirundichthys

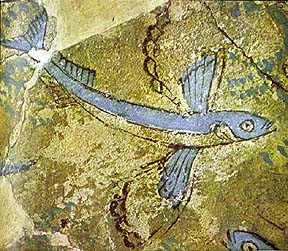
Fresco da Idade do Bronze, ilha de Milos, provavelmente uma representação de Hirundichthys rondeletii, o peixe-voador mais comum no Mediterrâneo.

Hirundichthys Breder, 1928 é um género de peixes-voadores marinhos da família Exocoetidae, com distribuição natural nas águas superficiais de todos os oceanos, o mar das Caraíbas e o mar Mediterrâneo.

## Descrição
As espécies do género Hirundichthys apresentam corpo alongado e moderadamente afilado, com um comprimento máximo que oscila entre 18 e 30 cm segundo a espécie. A mandíbula superior não é protusível. A barbatana dorsal apresenta normalmente o mesmo número de raios que a barbatana anal.
São peixes pelágicos oceanódromos, abundantes nas águas superficiais subtropicais de todos os oceanos, ocorrendo em cardumes que se alimentam de plâncton.

## Espécies
O género Hirundichthys inclui 8 espécies validamente descritas:
- Hirundichthys affinis (Günther, 1866) -
- Hirundichthys albimaculatus (Fowler, 1934) -
- Hirundichthys coromandelensis (Hornell, 1923) -
- Hirundichthys ilma (Clarke, 1899)
- Hirundichthys marginatus (Nichols y Breder, 1928) -
- Hirundichthys oxycephalus (Bleeker, 1852) -
- Hirundichthys rondeletii (Valenciennes en Cuvier y Valenciennes, 1847) -
- Hirundichthys socotranus (Steindachner, 1902)
- Hirundichthys speculiger (Valenciennes en Cuvier y Valenciennes, 1847) -